# ماتام
ماتام (بالفرنسية: Matam)‏ هو أقليم في السنغال، بلغ عدد سكانه 562,539 نسمة وذلك حسب إحصائيات سنة 2013، عاصمته Matam, Senegal ‏، تبلغ مساحته 29,616 كيلومتر مربع.

## الموقع
يشترك في الحدود مع:
- إقليم سانت لويس
- إقليم تامباكوندا
- Podor department [الإنجليزية]‏
- أقليم كفرين
- إقليم لوغا
- Linguère department [الإنجليزية]‏.